# Priscilla, królowa pustyni
Priscilla, królowa pustyni (ang. The Adventures of Priscilla, Queen of the Desert) – australijski film fabularny z 1994 roku w reżyserii Stephana Elliotta, łączący w sobie cechy dramatu, komedii, musicalu i filmu drogi .

## Fabuła
Priscilla, królowa pustyni to klasyczny film drogi, a tytułowa Priscilla to zdezelowany różowy autobus, którym dwaj homoseksualni mężczyźni Tick i Adam Whitely oraz heteroseksualna transpłciowa kobieta Bernadette, która przed korektą płci nazywała się Ralph, wyruszają w podróż po Australii z programem estradowym jako drag queen. Prezentując swoje występy w napotkanych miejscowościach przekonują się (czasem boleśnie), że nie wszędzie spotkają się ze zrozumieniem i akceptacją.

## Obsada
- Anthony „Tick” Belrose (Mitzi) – Hugo Weaving
- Adam Whitely (Felicia) – Guy Pearce
- Bernadette – Terence Stamp
- Bartender – John Casey
- Logowoman – Rebel Russell
- Shirley – June Marie Bennett
- Górnik – Murray Davies
- Pianista – Frank Cornelius
- Sprzedawca na stacji benzynowej – Bob Boyce
- Młody Adam Whitely – Leighton Picken
- Ma – Maria Kmet
- Pa – Joseph Kmet
- Bob – Bill Hunter
- Cynthia – Julia Cortez
- Młody Ralph – Daniel Kellie
- Siostra Ralpha – Hannah Corbett
- Ojciec Ralpha – Trevor Barrie
- Frank – Ken Radley
- Marion – Sarah Chadwick
- Benji – Mark Holmes

## Ekipa filmowa
- Reżyseria – Stephan Elliott
- Scenariusz – Stephan Elliott
- Zdjęcia – Brian J. Breheny
- Muzyka – Guy Gross
- Scenografia – Owen Paterson i Colin Gibson
- Montaż – Sue Blainey
- Kostiumy – Tim Chappel i Lizzy Gardiner
- Producent wykonawczy – Rebel Russell

## Nagrody
Film otrzymał Oscara za najlepsze kostiumy. Przyznano mu także Nagrodę BAFTA w dwóch kategoriach: za najlepsze kostiumy i najlepszą charakteryzację. Ponadto był nominowany m.in. do nagród w kategoriach: najlepszy aktor (Terence Stamp), zdjęcia (Brian J. Breheny) i scenariusz oryginalny (Stephan Elliott). Obraz nominowano również w dwóch kategoriach do Złotych Globów.

## Produkcja
Zdjęcia kręcono na terenie australijskich prowincji Nowa Południowa Walia (Sydney, Broken Hill), Australia Południowa (Coober Pedy) oraz Terytorium Północne (Alice Springs, Kings Canyon w Parku Narodowym Watarrka).